# Kabupaten Pidie
Kabupaten Pidie es una de las Regencias o Municipios (kabupaten) localizado en la provincia de Aceh en Indonesia. El gobierno local del kabupaten y la capital se encuentra en la ciudad de Sigli.
El kabupaten de Pidie comprende una superficie de 4.160,55 km² y ocupa parte del norte de la isla de Sumatra. Se localiza en la costa noreste de la provincia de Aceh. La población se estima en unos 742.019 habitantes.
El kabupaten se divide a su vez en 23 Kecamatan, 946 Kelurahan / Desa.

## Lista de Kecamatan
1. Kecamatan Batee
2. Kecamatan Delima
3. Kecamatan Geumpang
4. Kecamatan Glumpang Baro
5. Kecamatan Glumpang Tiga
6. Kecamatan Grong Grong
7. Kecamatan Indrajaya
8. Kecamatan Keumala
9. Kecamatan Kembang Tanjong
10. Kecamatan Kota Sigli
11. Kecamatan Mane
12. Kecamatan Mila
13. Kecamatan Muara Tiga
14. Kecamatan Mutiara
15. Kecamatan Mutiara Timur
16. Kecamatan Padang Tiji
17. Kecamatan Peukan Baro
18. Kecamatan Pidie
19. Kecamatan Sakti
20. Kecamatan Simpang Tiga
21. Kecamatan Tangse
22. Kecamatan Tiro
23. Kecamatan Titeue

## Enlaces
- Website de la provincia de Aceh (en indonesio)

- Datos: Q5751
- Multimedia: Pidie Regency / Q5751